# Magyar országos rekordok listája úszásban
A magyar országos rekordok listája úszásban a magyar versenyzők által, úszásban elért legjobb eredményeket tartalmazza.

## Férfiak

### Hosszú pálya
| Férfiak magyar országos csúcsai (50 méteres medence) | Férfiak magyar országos csúcsai (50 méteres medence) | Férfiak magyar országos csúcsai (50 méteres medence)        | Férfiak magyar országos csúcsai (50 méteres medence) | Férfiak magyar országos csúcsai (50 méteres medence) | Férfiak magyar országos csúcsai (50 méteres medence) | Férfiak magyar országos csúcsai (50 méteres medence) | Férfiak magyar országos csúcsai (50 méteres medence) |
| Szám                                                 | Idő                                                  | Név                                                         | Dátum                                                | Helyszín                                             | Esemény                                              | Megjegyzés                                           | Forrás                                               |
| Gyorsúszás                                           | Gyorsúszás                                           | Gyorsúszás                                                  | Gyorsúszás                                           | Gyorsúszás                                           | Gyorsúszás                                           | Gyorsúszás                                           | Gyorsúszás                                           |
| ---------------------------------------------------- | ---------------------------------------------------- | ----------------------------------------------------------- | ---------------------------------------------------- | ---------------------------------------------------- | ---------------------------------------------------- | ---------------------------------------------------- | ---------------------------------------------------- |
| 50 m                                                 | 21,42                                                | Takács Krisztián                                            | 2009. 07. 31., P                                     | Róma, Olaszország                                    | világbajnokság                                       | elődöntő szétúszás                                   | [ 1 ]                                                |
| 100 m                                                | 47,47                                                | Milák Kristóf                                               | 2022. 08. 13., Szo                                   | Róma, Olaszország                                    | Európa-bajnokság                                     | ezüstérmet ért                                       | [ 2 ]                                                |
| 200 m                                                | 1:45,54                                              | Kozma Dominik                                               | 2017. 07. 25., K                                     | Budapest, Magyarország                               | világbajnokság                                       | a döntőben                                           | [ 3 ]                                                |
| 400 m                                                | 3:45,32                                              | Rasovszky Kristóf                                           | 2025. 04. 10., Cs                                    | Kaposvár, Magyarország                               | magyar bajnokság                                     |                                                      | [ 4 ]                                                |
| 800 m                                                | 7:44,42                                              | Rasovszky Kristóf                                           | 2024. 02. 14., Sze                                   | Doha, Katar                                          | világbajnokság                                       | 5. hely                                              | [ 5 ]                                                |
| 1500 m                                               | 14:40,91                                             | Betlehem Dávid                                              | 2024. 08. 04., V                                     | Párizs, Franciaország                                | olimpiai játékok                                     | Negyedik hely a döntőben                             | [ 6 ]                                                |
| Hátúszás                                             |                                                      |                                                             |                                                      |                                                      |                                                      |                                                      |                                                      |
| 50 m                                                 | 24,50                                                | Kós Hubert                                                  | 2025. 08. 02., Szo                                   | Szingapúr                                            | világbajnokság                                       | az elődöntőben                                       | [ 7 ]                                                |
| 100 m                                                | 52,20                                                | Kós Hubert                                                  | 2025. 07. 29., K                                     | Szingapúr                                            | világbajnokság                                       | 4. hely                                              | [ 8 ]                                                |
| 200 m                                                | 1:53,19                                              | Kós Hubert                                                  | 2025. 08. 01., P                                     | Szingapúr                                            | világbajnokság                                       | világbajnoki cím, Európa-csúcs                       | [ 9 ]                                                |
| Mellúszás                                            |                                                      |                                                             |                                                      |                                                      |                                                      |                                                      |                                                      |
| 50 m                                                 | 26,83                                                | Szilágyi Csaba                                              | 2019. 03. 30., Szo                                   | Debrecen, Magyarország                               | magyar bajnokság                                     |                                                      | [ 10 ]                                               |
| 100 m                                                | 59,40                                                | Szilágyi Csaba                                              | 2019. 03. 27., Sze                                   | Debrecen, Magyarország                               | magyar bajnokság                                     |                                                      | [ 11 ]                                               |
| 200 m                                                | 2:07,23                                              | Gyurta Dániel                                               | 2013. 08. 02., P                                     | Barcelona, Spanyolország                             | világbajnokság                                       | világbajnoki- és Európa-csúcs a döntőben             | [ 12 ]                                               |
| Pillangóúszás                                        |                                                      |                                                             |                                                      |                                                      |                                                      |                                                      |                                                      |
| 50 m                                                 | 22,90                                                | Szabó Szebasztián                                           | 2019. 07. 22., H                                     | Kvangdzsu, Dél-Korea                                 | világbajnokság                                       | ötödik lett                                          | [ 13 ]                                               |
| 100 m                                                | 49,68                                                | Milák Kristóf                                               | 2021. 07. 31., Szo                                   | Tokió, Japán                                         | olimpiai játékok                                     | 2. hely, Európa-csúcs                                | [ 14 ]                                               |
| 200 m                                                | 1:50,34                                              | Milák Kristóf                                               | 2022. 06. 21., K                                     | Budapest, Magyarország                               | világbajnokság                                       | világbajnok, világrekord                             | [ 15 ]                                               |
| Vegyesúszás                                          |                                                      |                                                             |                                                      |                                                      |                                                      |                                                      |                                                      |
| 200 m                                                | 1:55,18                                              | Cseh László                                                 | 2009. 07. 29., Sz                                    | Róma, Olaszország                                    | világbajnokság                                       | Döntőbejutást ért; Európa-csúcs!                     | [ 16 ]                                               |
| 400 m                                                | 4:06,16                                              | Cseh László                                                 | 2008. 08. 10., V                                     | Peking, Kína                                         | olimpiai játékok                                     | Ezüstérmet ért; Európa-rekord                        | [ 17 ]                                               |
| Gyorsváltó                                           |                                                      |                                                             |                                                      |                                                      |                                                      |                                                      |                                                      |
| 4 × 100 m                                            | 3:11,06                                              | Milák Kristóf Szabó Szebasztián Bohus Richárd Németh Nándor | 2021. 07. 26., H                                     | Tokió, Japán                                         | olimpiai játékok                                     | 5. helyet ért                                        | [ 18 ]                                               |
| 4 × 200 m                                            | 7:05,38                                              | Németh Nándor Márton Richárd Holló Balázs Milák Kristóf     | 2022. 08. 11., Cs                                    | Róma, Olaszország                                    | Európa-bajnokság                                     | aranyérmet ért                                       | [ 19 ]                                               |
| Vegyes váltó                                         |                                                      |                                                             |                                                      |                                                      |                                                      |                                                      |                                                      |
| 4 × 100 m                                            | 3:32,13                                              | Bohus Richárd Gyurta Dániel Milák Kristóf Kozma Dominik     | 2017. 07. 30., V                                     | Budapest, Magyarország                               | világbajnokság                                       | hetedik helyezést ért                                | [ 20 ]                                               |

### Rövid pálya
| Férfiak magyar országos csúcsai (25 méteres medence) | Férfiak magyar országos csúcsai (25 méteres medence) | Férfiak magyar országos csúcsai (25 méteres medence)                | Férfiak magyar országos csúcsai (25 méteres medence) | Férfiak magyar országos csúcsai (25 méteres medence) | Férfiak magyar országos csúcsai (25 méteres medence) | Férfiak magyar országos csúcsai (25 méteres medence) | Férfiak magyar országos csúcsai (25 méteres medence) |
| Szám                                                 | Idő                                                  | Név                                                                 | Dátum                                                | Helyszín                                             | Esemény                                              | Megjegyzés                                           | Forrás                                               |
| Gyorsúszás                                           | Gyorsúszás                                           | Gyorsúszás                                                          | Gyorsúszás                                           | Gyorsúszás                                           | Gyorsúszás                                           | Gyorsúszás                                           | Gyorsúszás                                           |
| ---------------------------------------------------- | ---------------------------------------------------- | ------------------------------------------------------------------- | ---------------------------------------------------- | ---------------------------------------------------- | ---------------------------------------------------- | ---------------------------------------------------- | ---------------------------------------------------- |
| 50 m                                                 | 20,68                                                | Lobanovszkij Maxim                                                  | 2019. 12. 14., Szo                                   | Kaposvár, Magyarország                               | rövid pályás ob                                      | 4 × 50 m gyorsváltó                                  | [ 21 ]                                               |
| 100 m                                                | 46,08                                                | Németh Nándor                                                       | 2023. 12. 10., V                                     | Otopeni, Románia                                     | 2023-as rövid pályás Eb                              | ötödik hely                                          | [ 22 ]                                               |
| 200 m                                                | 1:41,03                                              | Kozma Dominik                                                       | 2017. 08. 07., H                                     | Berlin, Németország                                  | rövid pályás világkupa                               |                                                      | [ 23 ]                                               |
| 400 m                                                | 3:34,32                                              | Bernek Péter                                                        | 2014. 12. 05., P                                     | Doha, Katar                                          | rövid pályás vb                                      | Aranyérmet ért                                       | [ 24 ]                                               |
| 800 m                                                | 7:30,56                                              | Sárkány Zalán                                                       | 2024. 12. 14., Szo                                   | Budapest, Magyarország                               | rövid pályás vb                                      | világbajnok lett                                     | [ 25 ]                                               |
| 1500 m                                               | 14:23,27                                             | Betlehem Dávid                                                      | 2023. 11. 01., Sze                                   | Debrecen, Magyarország                               | rövid pályás ob                                      |                                                      | [ 26 ]                                               |
| Hátúszás                                             |                                                      |                                                                     |                                                      |                                                      |                                                      |                                                      |                                                      |
| 50 m                                                 | 22,64                                                | Kós Hubert                                                          | 2024. 12. 13., P                                     | Budapest, Magyarország                               | rövid pályás vb                                      | a döntőben                                           | [ 27 ]                                               |
| 100 m                                                | 48,79                                                | Kós Hubert                                                          | 2024. 12. 11., Sze                                   | Budapest, Magyarország                               | rövid pályás vb                                      | második hely                                         | [ 28 ]                                               |
| 200 m                                                | 1:45,65                                              | Kós Hubert                                                          | 2024. 12. 15., V                                     | Budapest, Magyarország                               | rövid pályás vb                                      | Európa-csúcs                                         | [ 29 ]                                               |
| Mellúszás                                            |                                                      |                                                                     |                                                      |                                                      |                                                      |                                                      |                                                      |
| 50 m                                                 | 26,56                                                | Gyurta Dániel                                                       | 2014. 10. 04., Sz                                    | Moszkva, Oroszország                                 | világkupa                                            |                                                      | [ 30 ]                                               |
| 100 m                                                | 56,72                                                | Gyurta Dániel                                                       | 2009. 12. 11., P                                     | Isztambul, Törökország                               | rövid pályás Eb                                      | Ezüstérmet ért                                       | [ 31 ]                                               |
| 200 m                                                | 2:00,48                                              | Gyurta Dániel                                                       | 2014. 08. 31., V                                     | Dubaj, Egyesült Arab Emírségek                       | rövid pályás világkupa                               | Világcsúcs                                           | [ 32 ]                                               |
| Pillangóúszás                                        |                                                      |                                                                     |                                                      |                                                      |                                                      |                                                      |                                                      |
| 50 m                                                 | 21,75                                                | Szabó Szebasztián                                                   | 2021. 11. 06., Szo                                   | Kazany, Oroszország                                  | rövid pályás Eb                                      | Világcsúcs beállítás                                 | [ 33 ]                                               |
| 100 m                                                | 49,33                                                | Cseh László                                                         | 2015. 12. 03., Cs                                    | Netánja, Izrael                                      | rövid pályás Eb                                      | Aranyérmet ért                                       | [ 34 ]                                               |
| 200 m                                                | 1:49,00                                              | Cseh László                                                         | 2015. 12. 06., V                                     | Netánja, Izrael                                      | rövid pályás Eb                                      | Európa-rekord                                        | [ 35 ]                                               |
| Vegyesúszás                                          |                                                      |                                                                     |                                                      |                                                      |                                                      |                                                      |                                                      |
| 100 m                                                | 52,82                                                | Kós Hubert                                                          | 2022. 11. 17., Cs                                    | Kaposvár, Magyarország                               | rövid pályás ob                                      |                                                      | [ 36 ]                                               |
| 200 m                                                | 1:51,36                                              | Cseh László                                                         | 2015. 12. 04., P                                     | Netánja, Izrael                                      | rövid pályás Eb                                      | Aranyérmet ért, Európa-csúcs                         | [ 37 ]                                               |
| 400 m                                                | 3:57,27                                              | Cseh László                                                         | 2009. 12. 11., P                                     | Isztambul, Törökország                               | rövid pályás Eb                                      | Aranyérmet ért, világcsúcs                           | [ 38 ]                                               |
| Gyorsváltó                                           |                                                      |                                                                     |                                                      |                                                      |                                                      |                                                      |                                                      |
| 4 × 50 m                                             | 1:25,14                                              | Lobanovszkij Maxim Gyárfás Bence Takács Krisztián Szabó Szebasztián | 2019. 12. 04., Sz                                    | Glasgow, Egyesült Királyság                          | rövid pályás Eb                                      | 5. helyezést ért                                     | [ 39 ]                                               |
| 4 × 100 m                                            | 3:10,92                                              | Németh Nándor Kozma Dominik Cseh László Bohus Richárd               | 2019. 12. 13., Cs                                    | Kaposvár, Magyarország                               | rövid pályás ob                                      |                                                      | [ 40 ]                                               |
| 4 × 200 m                                            | 7:01,56                                              | Kovács Attila Holló Balázs Márton Richárd Pápai Olivér              | 2024. 12. 13., P                                     | Budapest, Magyarország                               | rövid pályás vb                                      | a selejtezőben                                       | [ 41 ]                                               |
| Vegyes váltó                                         |                                                      |                                                                     |                                                      |                                                      |                                                      |                                                      |                                                      |
| 4 × 50 m                                             | 1:32,10                                              | Bohus Richárd Horváth Dávid Szabó Szebasztián Lobanovszkij Maxim    | 2019. 12. 08., V                                     | Glasgow, Egyesült Királyság                          | rövid pályás Eb                                      |                                                      | [ 42 ]                                               |
| 4 × 100 m                                            | 3:27,14                                              | Földházi Dávid Gyurta Dániel Holoda Péter Kozma Dominik             | 2014. 12. 07, V                                      | Doha, Katar                                          | rövid pályás vb                                      | a selejtezőben                                       | [ 43 ]                                               |

## Nők

### Hosszú pálya
| Nők magyar országos csúcsai (50 méteres medence) | Nők magyar országos csúcsai (50 méteres medence) | Nők magyar országos csúcsai (50 méteres medence)            | Nők magyar országos csúcsai (50 méteres medence) | Nők magyar országos csúcsai (50 méteres medence) | Nők magyar országos csúcsai (50 méteres medence) | Nők magyar országos csúcsai (50 méteres medence) | Nők magyar országos csúcsai (50 méteres medence) |
| Szám                                             | Idő                                              | Név                                                         | Dátum                                            | Helyszín                                         | Esemény                                          | Megjegyzés                                       | Forrás                                           |
| Gyorsúszás                                       | Gyorsúszás                                       | Gyorsúszás                                                  | Gyorsúszás                                       | Gyorsúszás                                       | Gyorsúszás                                       | Gyorsúszás                                       | Gyorsúszás                                       |
| ------------------------------------------------ | ------------------------------------------------ | ----------------------------------------------------------- | ------------------------------------------------ | ------------------------------------------------ | ------------------------------------------------ | ------------------------------------------------ | ------------------------------------------------ |
| 50 m                                             | 24,56                                            | Senánszky Petra                                             | 2024. 06. 22., Sz                                | Belgrád, Szerbia                                 | Európa-bajnokság                                 | aranyérmet ért                                   | [ 44 ]                                           |
| 100 m                                            | 53,64                                            | Hosszú Katinka                                              | 2014. 09. 05., P                                 | Szingapúr                                        |                                                  |                                                  | [ 45 ]                                           |
| 200 m                                            | 1:55,41                                          | Hosszú Katinka                                              | 2015. 11. 06., P                                 | Dubaj, Egyesült Arab Emírségek                   | világkupa                                        |                                                  | [ 46 ]                                           |
| 400 m                                            | 4:01,31                                          | Késely Ajna                                                 | 2019. 07. 21., V                                 | Kvangdzsu, Dél-Korea                             | világbajnokság                                   | negyedik helyezést ért                           | [ 47 ]                                           |
| 800 m                                            | 8:16,37                                          | Kapás Boglárka                                              | 2016. 08. 12., P                                 | Rio de Janeiro, Brazília                         | olimpiai játékok                                 | bronzérmet ért                                   | [ 48 ]                                           |
| 1500 m                                           | 15:47,09                                         | Kapás Boglárka                                              | 2015. 08. 04., K                                 | Kazany, Oroszország                              | világbajnokság                                   | bronzérmet ért                                   | [ 49 ]                                           |
| Hátúszás                                         |                                                  |                                                             |                                                  |                                                  |                                                  |                                                  |                                                  |
| 50 m                                             | 27,99                                            | Hosszú Katinka                                              | 2015. 11. 06., P                                 | Dubaj, Egyesült Arab Emírségek                   | világkupa                                        |                                                  | [ 46 ]                                           |
| 100 m                                            | 58,45                                            | Hosszú Katinka                                              | 2016. 08. 08., H                                 | Rio de Janeiro, Brazília                         | olimpiai játékok                                 | aranyérmet ért                                   | [ 50 ]                                           |
| 200 m                                            | 2:05,85                                          | Hosszú Katinka                                              | 2017. 07. 29., Szo                               | Budapest, Magyarország                           | világbajnokság                                   | ezüstérmet ért                                   | [ 51 ]                                           |
| Mellúszás                                        |                                                  |                                                             |                                                  |                                                  |                                                  |                                                  |                                                  |
| 50 m                                             | 30,61                                            | Fángli Henrietta                                            | 2025. 04. 12., Szo                               | Kaposvár, Magyarország                           | magyar bajnokság                                 |                                                  | [ 52 ]                                           |
| 100 m                                            | 1:06,87                                          | Fángli Henrietta                                            | 2025. 04. 09., Sze                               | Kaposvár, Magyarország                           | magyar bajnokság                                 |                                                  | [ 53 ]                                           |
| 200 m                                            | 2:24,03                                          | Kovács Ágnes                                                | 2000. 09. 20., V                                 | Sydney, Ausztrália                               | olimpiai játékok                                 | Előfutamban; akkor Olimpiai és Európa-csúcs!     |                                                  |
| Pillangóúszás                                    |                                                  |                                                             |                                                  |                                                  |                                                  |                                                  |                                                  |
| 50 m                                             | 26,14                                            | Bordás Beatrix                                              | 2018. 04. 22., V                                 | Székesfehérvár, Magyarország                     |                                                  |                                                  | [ 54 ]                                           |
| 100 m                                            | 57,54                                            | Szilágyi Liliána                                            | 2016. 05. 20., P                                 | London, Egyesült Királyság                       | Európa-bajnokság                                 | negyedik helyezést ért                           | [ 55 ]                                           |
| 200 m                                            | 2:04,27                                          | Hosszú Katinka                                              | 2009. 07. 29., Sz                                | Róma, Olaszország                                | világbajnokság                                   |                                                  |                                                  |
| Vegyesúszás                                      |                                                  |                                                             |                                                  |                                                  |                                                  |                                                  |                                                  |
| 200 m                                            | 2:06,12                                          | Hosszú Katinka                                              | 2015. 08. 03., H                                 | Kazany, Oroszország                              | világbajnokság                                   | Aranyérmet ért, világcsúcs.                      | [ 56 ]                                           |
| 400 m                                            | 4:26,36                                          | Hosszú Katinka                                              | 2016. 08. 06., Sz                                | Rio de Janeiro, Brazília                         | olimpiai játékok                                 | Aranyérmet ért, világcsúcs.                      | [ 57 ]                                           |
| Gyorsváltó                                       |                                                  |                                                             |                                                  |                                                  |                                                  |                                                  |                                                  |
| 4 × 100 m                                        | 3:36,34                                          | Ábrahám Minna Senánszky Petra Ugrai Panna Pádár Nikolett    | 2025. 07. 27., V                                 | Szingapúr                                        | világbajnokság                                   | 8. hely                                          | [ 58 ]                                           |
| 4 × 200 m                                        | 7:48,04                                          | Mutina Ágnes Verrasztó Evelyn Dara Eszter Jakabos Zsuzsanna | 2009. 07. 30., Cs                                | Róma, Olaszország                                | világbajnokság                                   | 6. helyezést ért                                 |                                                  |
| Vegyes váltó                                     |                                                  |                                                             |                                                  |                                                  |                                                  |                                                  |                                                  |
| 4 × 100 m                                        | 4:01,22                                          | Molnár Dóra Fángli Henrietta Ugrai Panna Ábrahám Minna      | 2025. 08. 03., V                                 | Szingapúr                                        | világbajnokság                                   | a selejtezőben                                   | [ 59 ]                                           |

### Rövid pálya
| Nők magyar országos csúcsai (25 méteres medence) | Nők magyar országos csúcsai (25 méteres medence) | Nők magyar országos csúcsai (25 méteres medence)                | Nők magyar országos csúcsai (25 méteres medence) | Nők magyar országos csúcsai (25 méteres medence) | Nők magyar országos csúcsai (25 méteres medence) | Nők magyar országos csúcsai (25 méteres medence) | Nők magyar országos csúcsai (25 méteres medence) |
| Szám                                             | Idő                                              | Név                                                             | Dátum                                            | Helyszín                                         | Esemény                                          | Megjegyzés                                       | Forrás                                           |
| Gyorsúszás                                       | Gyorsúszás                                       | Gyorsúszás                                                      | Gyorsúszás                                       | Gyorsúszás                                       | Gyorsúszás                                       | Gyorsúszás                                       | Gyorsúszás                                       |
| ------------------------------------------------ | ------------------------------------------------ | --------------------------------------------------------------- | ------------------------------------------------ | ------------------------------------------------ | ------------------------------------------------ | ------------------------------------------------ | ------------------------------------------------ |
| 50 m                                             | 24,30                                            | Senánszky Petra                                                 | 2021. 11. 11., Cs                                | Kaposvár, Magyarország                           | rövid pályás ob                                  |                                                  | [ 60 ]                                           |
| 100 m                                            | 52,12                                            | Hosszú Katinka                                                  | 2016. 08. 27., Sze                               | Chartres, Franciaország                          | rövid pályás vk                                  |                                                  | [ 61 ]                                           |
| 200 m                                            | 1:51,18                                          | Hosszú Katinka                                                  | 2014. 12. 07., V                                 | Doha, Katar                                      | rövid pályás vb                                  | Második lett                                     | [ 62 ]                                           |
| 400 m                                            | 3:58,15                                          | Kapás Boglárka                                                  | 2017. 12. 17., V                                 | Koppenhága, Dánia                                | rövid pályás Eb                                  | Aranyérmet ért                                   | [ 63 ]                                           |
| 800 m                                            | 8:08,41                                          | Hosszú Katinka                                                  | 2014. 10. 24., P                                 | Peking, Kína                                     | rövid pályás vk                                  |                                                  | [ 64 ]                                           |
| 1500 m                                           | 15:51,34                                         | Késely Ajna                                                     | 2023. 12. 08., P                                 | Otopeni, Románia                                 | rövid pályás Eb                                  | Bronzérmet ért                                   | [ 65 ]                                           |
| Hátúszás                                         |                                                  |                                                                 |                                                  |                                                  |                                                  |                                                  |                                                  |
| 50 m                                             | 25,95                                            | Hosszú Katinka                                                  | 2017. 12. 16., Sz                                | Koppenhága, Dánia                                | rövid pályás Eb                                  | aranyérmet nyert                                 | [ 66 ]                                           |
| 100 m                                            | 55,03                                            | Hosszú Katinka                                                  | 2014. 12. 04., Cs                                | Doha, Katar                                      | rövid pályás vb                                  | világcsúcs                                       | [ 67 ]                                           |
| 200 m                                            | 1:59,23                                          | Hosszú Katinka                                                  | 2014. 12. 05., P                                 | Doha, Katar                                      | rövid pályás vb                                  | világcsúcs                                       | [ 68 ]                                           |
| Mellúszás                                        |                                                  |                                                                 |                                                  |                                                  |                                                  |                                                  |                                                  |
| 50 m                                             | 30,41                                            | Sztankovics Anna                                                | 2021. 11. 14., V                                 | Kaposvár, Magyarország                           | rövid pályás ob                                  | a selejtezőben                                   | [ 69 ]                                           |
| 100 m                                            | 1:05,09                                          | Fángli Henrietta                                                | 2024. 12. 11., Sze                               | Budapest, Magyarország                           | rövid pályás vb                                  | selejtező                                        | [ 70 ]                                           |
| 200 m                                            | 2:20,57                                          | Békési Eszter                                                   | 2021. 11. 13., Szo                               | Kaposvár, Magyarország                           | rövid pályás ob                                  |                                                  | [ 71 ]                                           |
| Pillangóúszás                                    |                                                  |                                                                 |                                                  |                                                  |                                                  |                                                  |                                                  |
| 50 m                                             | 25,64                                            | Hosszú Katinka                                                  | 2014. 12. 30., K                                 | Réunion, Franciaország                           | Meeting de l'Océan Indien                        |                                                  | [ 72 ]                                           |
| 100 m                                            | 55,12                                            | Hosszú Katinka                                                  | 2016. 12. 11., V                                 | Windsor, Kanada                                  | rövid pályás vb                                  | aranyérmet ért                                   | [ 73 ]                                           |
| 200 m                                            | 2:01,12                                          | Hosszú Katinka                                                  | 2014. 12. 3., Sz                                 | Doha, Katar                                      | rövid pályás vb                                  | ezüstérmet ért                                   | [ 74 ]                                           |
| Vegyesúszás                                      |                                                  |                                                                 |                                                  |                                                  |                                                  |                                                  |                                                  |
| 100 m                                            | 56,51                                            | Hosszú Katinka                                                  | 2017. 08. 07., H                                 | Berlin, Németország                              | rövid pályás vk                                  | Világcsúcs                                       | [ 75 ]                                           |
| 200 m                                            | 2:01,86                                          | Hosszú Katinka                                                  | 2014. 12. 06., Sz                                | Doha, Katar                                      | rövid pályás vb                                  | világcsúcs a döntőben                            | [ 76 ]                                           |
| 400 m                                            | 4:19,46                                          | Hosszú Katinka                                                  | 2015. 12. 02., Sz                                | Netánja, Izrael                                  | rövid pályás Eb                                  | világcsúcs a selejtezőben                        | [ 77 ]                                           |
| Gyorsváltó                                       |                                                  |                                                                 |                                                  |                                                  |                                                  |                                                  |                                                  |
| 4 × 50 m                                         | 1:38,49                                          | Ugrai Panna Komoróczy Lora Fanni Senánszky Petra Pádár Nikolett | 2023. 12. 05., K                                 | Otopeni, Románia                                 | rövid pályás Eb                                  | hatodik helyezést ért                            | [ 78 ]                                           |
| 4 × 100 m                                        | 3:30,10                                          | Pádár Nikolett Ugrai Panna Senánszky Petra Ábrahám Minna        | 2024. 12. 10., K                                 | Budapest, Magyarország                           | rövid pályás vb                                  | hetedik hely                                     | [ 79 ]                                           |
| 4 × 200 m                                        | 7:33,39                                          | Pádár Nikolett Ugrai Panna Molnár Dóra Ábrahám Minna            | 2024. 12. 12., Cs                                | Budapest, Magyarország                           | rövid pályás vb                                  | második helyezést ért                            | [ 80 ]                                           |
| Vegyes váltó                                     |                                                  |                                                                 |                                                  |                                                  |                                                  |                                                  |                                                  |
| 4 × 50 m                                         | 1:49,65                                          | Szepesi Nikolett Pecz Réka Dara Eszter Verrasztó Evelyn         | 2008. 12. 13., Szo                               | Fiume, Horvátország                              | rövid pályás Eb                                  | a selejtezőben, alapcsúcs                        |                                                  |
| 4 × 100 m                                        | 3:51,65                                          | Komoróczy Lora Fángli Henrietta Ugrai Panna Ábrahám Minna       | 2024. 12. 15., V                                 | Budapest, Magyarország                           | rövid pályás vb                                  | a döntőben                                       | [ 29 ]                                           |

## Mix váltó
| Mix váltók magyar országos csúcsai (50 méteres medence) | Mix váltók magyar országos csúcsai (50 méteres medence) | Mix váltók magyar országos csúcsai (50 méteres medence) | Mix váltók magyar országos csúcsai (50 méteres medence) | Mix váltók magyar országos csúcsai (50 méteres medence) | Mix váltók magyar országos csúcsai (50 méteres medence) | Mix váltók magyar országos csúcsai (50 méteres medence) | Mix váltók magyar országos csúcsai (50 méteres medence) |
| Szám                                                    | Idő                                                     | Név                                                     | Dátum                                                   | Helyszín                                                | Esemény                                                 | Megjegyzés                                              |                                                         |
| Gyorsváltó                                              | Gyorsváltó                                              | Gyorsváltó                                              | Gyorsváltó                                              | Gyorsváltó                                              | Gyorsváltó                                              | Gyorsváltó                                              | Gyorsváltó                                              |
| ------------------------------------------------------- | ------------------------------------------------------- | ------------------------------------------------------- | ------------------------------------------------------- | ------------------------------------------------------- | ------------------------------------------------------- | ------------------------------------------------------- | ------------------------------------------------------- |
| 4 × 100 m                                               | 3:24,96                                                 | Németh Nándor Kós Hubert Pádár Nikolett Ábrahám Minna   | 2025. 08. 02., Szo                                      | Szingapúr                                               | világbajnokság                                          | [ 81 ]                                                  |                                                         |

| Mix váltók magyar országos csúcsai (25 méteres medence) | Mix váltók magyar országos csúcsai (25 méteres medence) | Mix váltók magyar országos csúcsai (25 méteres medence)   | Mix váltók magyar országos csúcsai (25 méteres medence) | Mix váltók magyar országos csúcsai (25 méteres medence) | Mix váltók magyar országos csúcsai (25 méteres medence) | Mix váltók magyar országos csúcsai (25 méteres medence) | Mix váltók magyar országos csúcsai (25 méteres medence) |
| Szám                                                    | Idő                                                     | Név                                                       | Dátum                                                   | Helyszín                                                | Esemény                                                 | Megjegyzés                                              |                                                         |
| Gyorsváltó                                              | Gyorsváltó                                              | Gyorsváltó                                                | Gyorsváltó                                              | Gyorsváltó                                              | Gyorsváltó                                              | Gyorsváltó                                              | Gyorsváltó                                              |
| ------------------------------------------------------- | ------------------------------------------------------- | --------------------------------------------------------- | ------------------------------------------------------- | ------------------------------------------------------- | ------------------------------------------------------- | ------------------------------------------------------- | ------------------------------------------------------- |
| 4 × 50 m                                                | 1:30,24                                                 | Szabó Szebasztián Jászó Ádám Senánszky Petra Ugrai Panna  | 2023. 12. 09., Szo                                      | Otopeni, Románia                                        | rövid pályás Eb                                         | [ 82 ]                                                  |                                                         |
| Vegyes váltó                                            |                                                         |                                                           |                                                         |                                                         |                                                         |                                                         |                                                         |
| 4 × 50 m                                                | 1:39,86                                                 | Cseh László Gyurta Dániel Hosszú Katinka Verrasztó Evelyn | 2013. 12. 13.                                           | Herning, Dánia                                          | rövid pályás Eb                                         | [ 83 ]                                                  |                                                         |
| 4 × 100 m                                               | 3:41,58                                                 | Jászó Ádám Fángli Henrietta Ugrai Panna Magda Boldizsár   | 2024. 12. 14.                                           | Budapest, Magyarország                                  | rövid pályás vb                                         | [ 84 ]                                                  |                                                         |